# ТЕС Срірача (GPSC)
13°6′46″ пн. ш. 100°54′31″ сх. д. / 13.11278° пн. ш. 100.90861° сх. д.
ТЕС Срірача (GPSC) – теплова електростанція у тайській провінції Чонбурі. 
В 2000 році на майданчику станції став до ладу парогазовий блок комбінованого циклу потужністю 700 МВт, в якому дві газові турбіни потужністю по 235 МВт живлять через відповідну кількість котлів-утилізаторів одну парову турбіну з показником 240 МВт.  
Як паливо ТЕС використовує природний газ (можливо відзначити, що через провінцію Чонбурі проходить газотранспортний коридор Районг – Бакпаконг).
Видача продукції відбувається по ЛЕП, розрахованій на роботу під напругою 230 кВ.
Станція належить Global Power Synergy Public Company Limited – електроенергетичному підрозділу тайського державного нафтогазового концерну PTT.